# منوچهر پرچمی عراقی
منوچهر پرچمی عراقی (زادهٔ ‎۲۰ مهر ۱۳۳۱) بازیکن واترپلو اهل ایران بود.